# Automotrici SNCB AM 54/55/56
Le automotrici SNCB AM 54/55/56 sono un gruppo di rotabili a trazione elettrica concepito per favorire il programma di elettrificazione della rete ferroviaria del Belgio nel secondo dopoguerra.
Realizzate in tre diverse serie e in parte utilizzate per un inusitato servizio postale, tali unità furono via via accantonate negli anni novanta; una parte di esse furono acquistate da alcune imprese ferroviarie italiane che, con alcune trasformazioni e passaggi di mano, le immatricolarono nei loro parchi.

## La carriera in Belgio
La massiccia immissione in servizio di materiale leggero decisa dalle SNCB portò alla realizzazione di alcune centinaia di unità binate realizzate mediante automotrici monocabina accoppiate, i cui prototipi costituirono i gruppi AM 51 e AM 53.

### AM 54

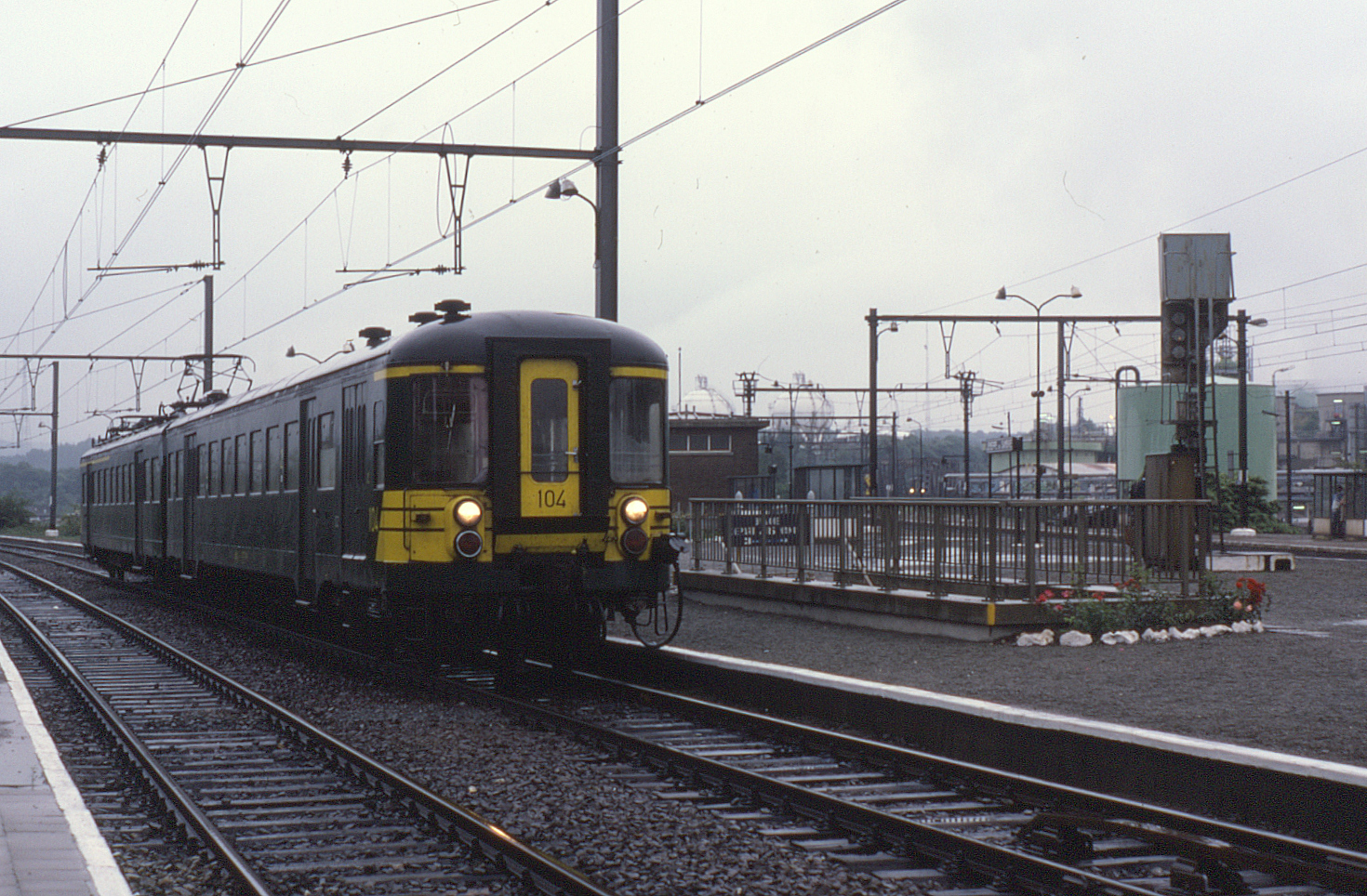
Elettromotrice 104 a Jemeppe-sur-Sambre

Il primo gruppo di "automotrici classiche", come questi rotabili sarebbero stati in seguito chiamati, fu realizzato in 79 unità costruite nel 1954 sulla scorta dei risultati ottenuti dai citati prototipi. Adatte a servire stazioni dotate di marciapiedi bassi, le AM 54 erano, a differenza della serie successiva, destinate ai servizi locali e disponevano pertanto di una sistemazione interna che contava 171 posti a sedere, di cui 28 di I classe e 143 di II; 86 posti si trovavano sull'elemento classificato come AB (misto di I/II classe), dotato dei due pantografo, mentre gli altri 85 posti erano sull'elemento BD (di sola II classe più un comparto bagagli). 
Inizialmente numerate da 228.050-128, le AM 54 furono riclassificate unicamente come 050-128 nel gennaio 1971. Un mese più tardi l'elettromotrice 062 fu distrutta da un incendio a Quévy e la 050 fu dunque rinumerata 062, così che il numero 050 venne attribuito all'elettromotrice 501, prima unità del gruppo AM51.
Nel 1958 la 055, coinvolta in un incidente a Fexhe-le-Haut-Clocher, fu ricostruita con l'elemento ABD della 526 (gruppo AM 55), così che il numero di posti a sedere dovette essere ridotto a 121.
L'elettromotrice 106 fu modificata per poter essere utilizzata come veicolo di prova per il sistema di segnalamento TBL2: il 1º agosto 1995 venne trasferita dal dipartimento materiale rotabile a quello di gestione della rete ricevendo, oltre agli equipaggiamenti TBL2 e i sistemi di misura, una livrea particolare con iscrizioni arancio e rosa.
Nel 1988, quindici unità furono trasformate nelle elettromotrici postali APT54, per rimpiazzare le vecchie APT35 che risultavano sempre meno affidabili; a partire dalla fine degli anni novanta tali elettromotrici ricevettero una caratteristica livrea rossa con fasce bianche.
Nell'arco di 40 anni le AM 54 hanno percorso la maggior parte delle linee elettrificate belghe svolgendo modesti ma preziosi servizi regionali, iniziando a lasciare i binari a partire dalla fine degli anni ottanta; gli ultimi esemplari circolarono fino al 1995 (con l'eccezione delle automotrici postali, in servizio fino al 2004). Numerose unità furono rivendute in Italia, grazie al comune sistema di elettrificazione in corrente continua a 3.000 V. La numero 082 è stata acquistata e preservata dall'associazione Patrimoine Ferroviaire et Touristique (PFT) di Bruxelles.

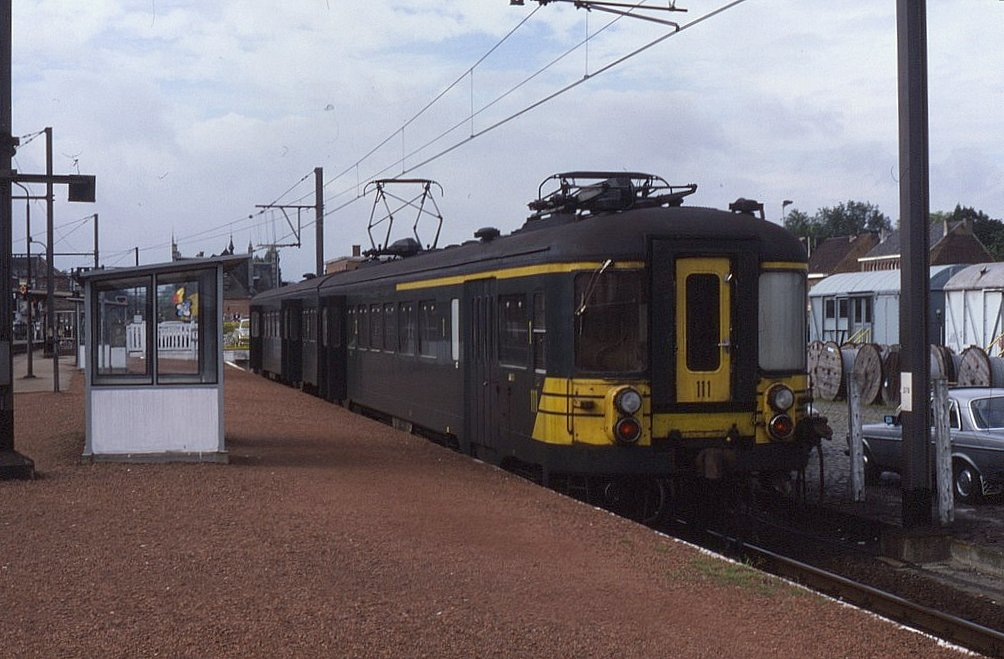
Elettromotrice 111 ad Halle nel 1987

### AM 55
Allo scopo di svolgere servizi diretti, oltre alle AM 54 la SNCB ordinò 38 elettromotrici AM 55, anch'esse derivate dal prototipo AM 51. Tali unità vennero numerate 228.502-539, consecutivamente al prototipo 228.501; si distinguevano per la presenza di porte più strette e un allestimento interno differente: l'elemento dotato di pantografi infatti era arredato con 110 posti di sola II classe (classificato B), mentre l'altro elemento ne offriva 63, di cui 44 di I classe, in un unico salone, e 19 di II, più un bagagliaio (ABD), per un totale di 173 posti. Successivamente tali unità furono in seguito rinumerate AM.55 da 502 a 539.
Grazie alla possibilità di servire stazioni e fermate dotate di marciapiedi bassi, le AM.55 svolsero anch'esse servizio sull'intera rete belga fino alla fine degli anni ottanta, quando iniziarono ad essere progressivamente accantonate. Le ultime unità furono ritirate dal servizio nel 1993. Nessun esemplare è stato conservato nel suo paese d'origine nonostante alcune di esse siano state cedute all'estero.

### AM 56
Fra il 1954 e il 1958, la SNCB procedette all'elettrificazione dell'asse Bruxelles-Namur-Lussemburgo, costituito dalle linee 161 e 162. Per assicurare il servizio locale su tale direttrice, 22 nuove elettromotrici furono acquistate dagli Ateliers Métallurgiques de Nivelles (in seguito diventati La Brugeoise et Nivelles). Le nuove elettromotrici vennero numerate di seguito alle AM 54 ossia 228.129-150.
Dal punto di vista tecnico, le AM 56 erano molto simili alle precedenti essendo anch'esse derivate dalle AM 51; il loro aspetto risultava tuttavia differente a causa delle fiancate in acciaio Inox realizzate con lamiera ondulata, che non richiedeva verniciatura, costruite secondo il metodo sviluppato dall'americana Budd, da cui il soprannome affibbiato a questi rotabili.
Le AM56 circolarono principalmente sul citato asse Bruxelles-Lussemburgo, pur servendo regolarmente anche altre relazioni. Nonostante gli interventi di ammodernamento subiti negli anni novanta, le stesse vennero accantonate il 30 giugno 1999 sparendo completamente entro l'anno dai binari belgi. La maggior parte di esse fu venduta a imprese italiane (Sangritana e SATTI) senza che alcuna unità venisse preservata.

## Unità trasferite in Italia
A partire dai primi anni '90 molte unità vennero acquistate da aziende titolari di ferrovie concesse per potenziare i propri parchi rotabili contenendo le spese: oltre ad essere alimentate alla stessa tensione della rete italiana (3 kV=), queste elettromotrici, nate per servizi pendolari, risultavano infatti molto adatte a diverse linee concesse della penisola, oltre ad essere ancora molto affidabili, abbastanza semplici da guidare e relativamente economiche in termini di consumi e manutenzione. 

### Elettromotrici ATCM/FER/TPER

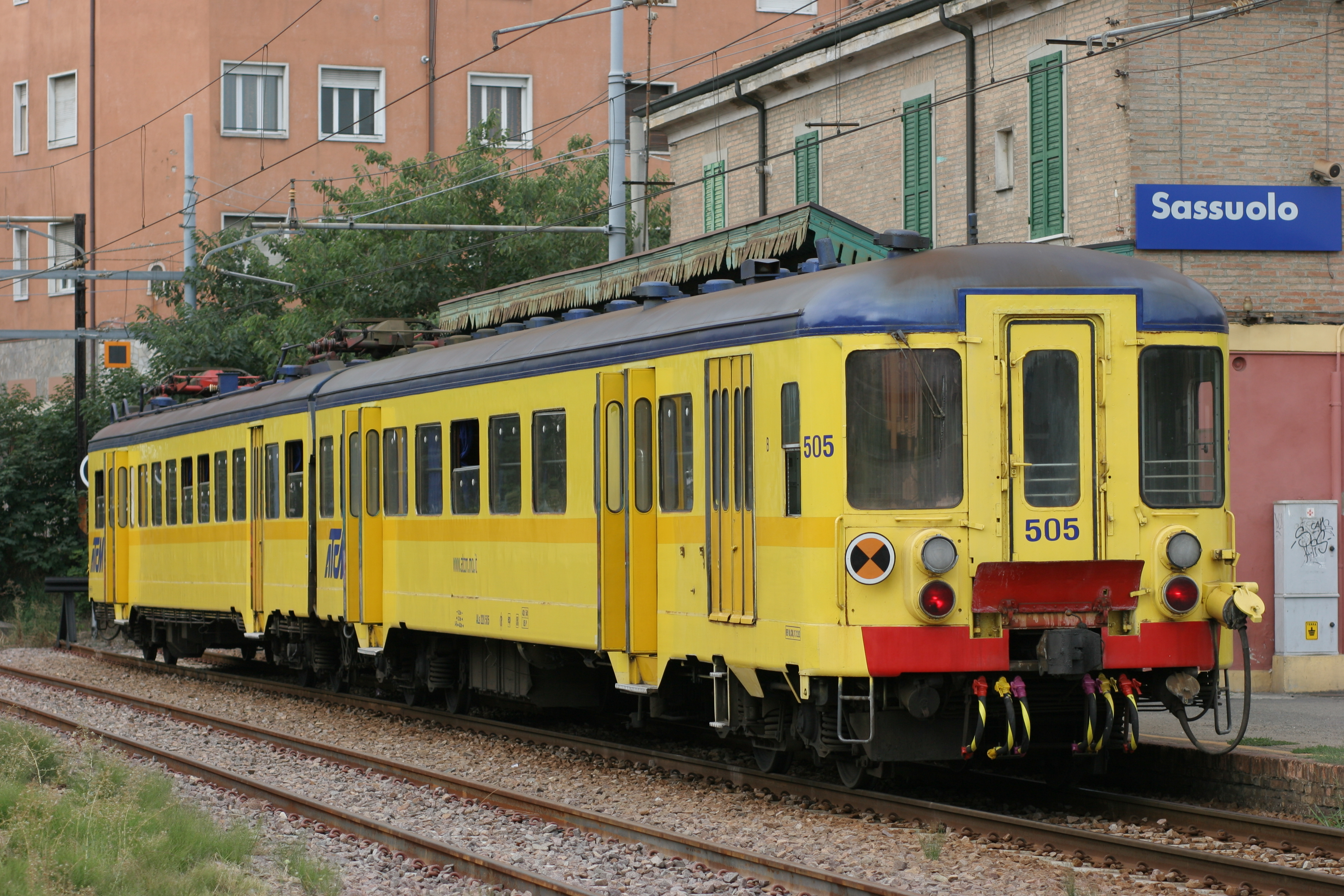
ALe 228.505

Nel 1992 l'allora ATCM acquistò, per il servizio sulla propria linea sociale Modena-Sassuolo, i convogli ex AM 54 056, 064 e 072, più il 101 da cui recuperare parti di ricambio (demolito nel Novembre 2002). La revisione, avvenuta in parte presso le officine di Costamasnaga e in parte presso quelle sociali, vide il parziale risanamento di cassa, carrelli e telaio, la parziale ricostruzione degli equipaggiamenti elettrici, l'adozione di pantografi Tipo 52 e nuovo fischio, oltre alla riverniciatura nella nuova livrea grigio scuro/bianco con fascia blu ed alcune parti gialle. L'ambiente di I classe sull'elemento AB venne poi adibito a comparto per il capotreno, portando così i posti a 163 (unificati di II Classe). I convogli furono immatricolati come ALe 228.056, 064 e 072, riprendendo la numerazione d'origine, e vennero immessi in servizio nel corso dei primi mesi del 1993 andando a sostituire definitivamente le ultime Elettromotrici Breda del 1932..
Una quarta unità, la ex AM 55 505, giunse a Modena nel medesimo anno, iniziando a circolare nei primi mesi del 1994.

Le ALe 228 continuarono a prestare regolarmente servizio sulla linea per gli anni successivi alternandosi con i due complessi Firema E 126. Nella seconda metà del 2006 questi treni ricevettero la sgargiante ed effimera veste sociale color giallo canarino.
Pur non trasferite mai in Italia, nella disponibilità di ATCM furono assegnate altresì le AM 54 062, 075 e la AM 55 517.
Sebbene non abbiano mai ricevuto particolari aggiornamenti tecnologici né ammodernamenti degli interni, le quattro ALe 228 hanno circolato sulla linea Modena-Sassuolo per circa 25 anni, complice anche la gestione della FER (poi Tper), subentrata ad ATCM nel 2008, che per diverso tempo diede la priorità ad altre linee per il rinnovo del parco rotabili. 
La prima unità ad essere accantonata, a fine 2009, fu la 505, non essendo conforme alle nuove norme sulla sicurezza dei carrelli entrate in vigore dopo il Disastro ferroviario di Viareggio.
La 072 venne accantonata nell'autunno 2013, venendo poi demolita, assieme alla 505, nell'estate 2016.
Infine i treni 056 e 064 hanno proseguito la loro carriera fino ai primi mesi del 2017, necessitando anche di alcune proroghe sul kilometraggio, venendo poi accantonate in seguito all'arrivo dei più moderni FLIRT ETR-350.

### Elettromotrici SATTI/GTT e TFT

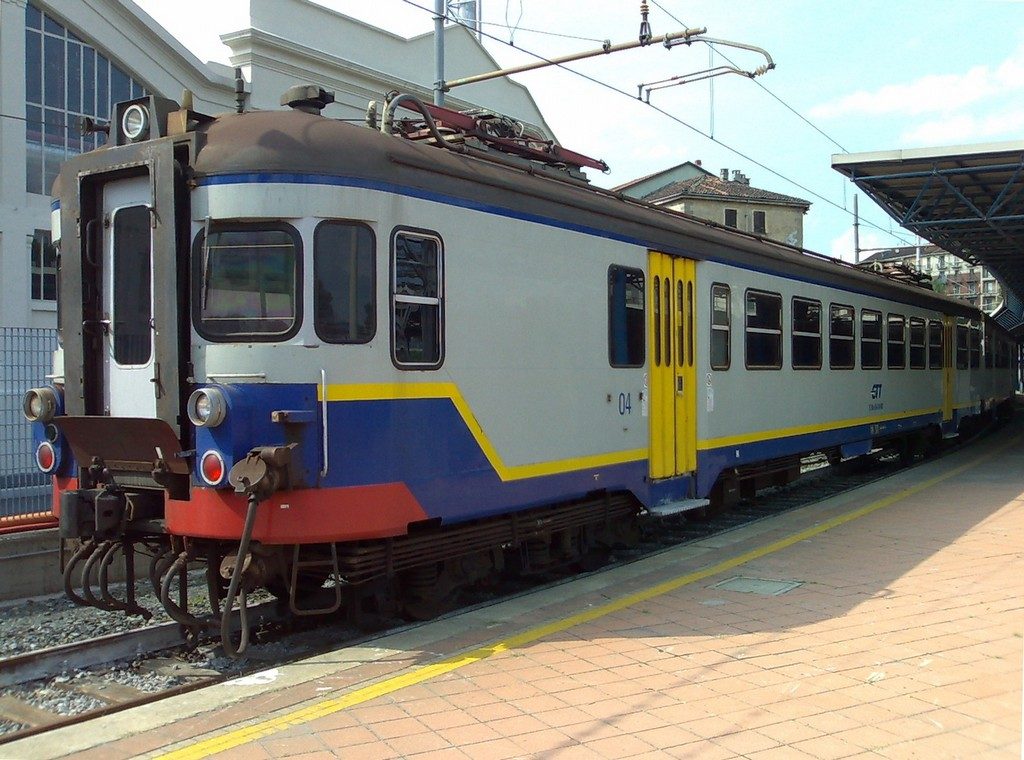
Elettromotrice GTT 055

Sempre nel 1992 anche la SATTI acquistò 3 esemplari del gruppo AM 54 (unità 058, 061 e 099) e uno del gruppo AM 55 (unità 529) che furono sottoposte a un'approfondita revisione comprendente risanamento delle casse e degli interni, lo spostamento a sinistra del banco di guida, la sostituzione dei cristalli frontali e della fanaleria e numerose altre modifiche; tali treni entrarono in servizio a partire dal 1994 nella livrea SATTI grigia con porte e bande longitudinali arancioni.

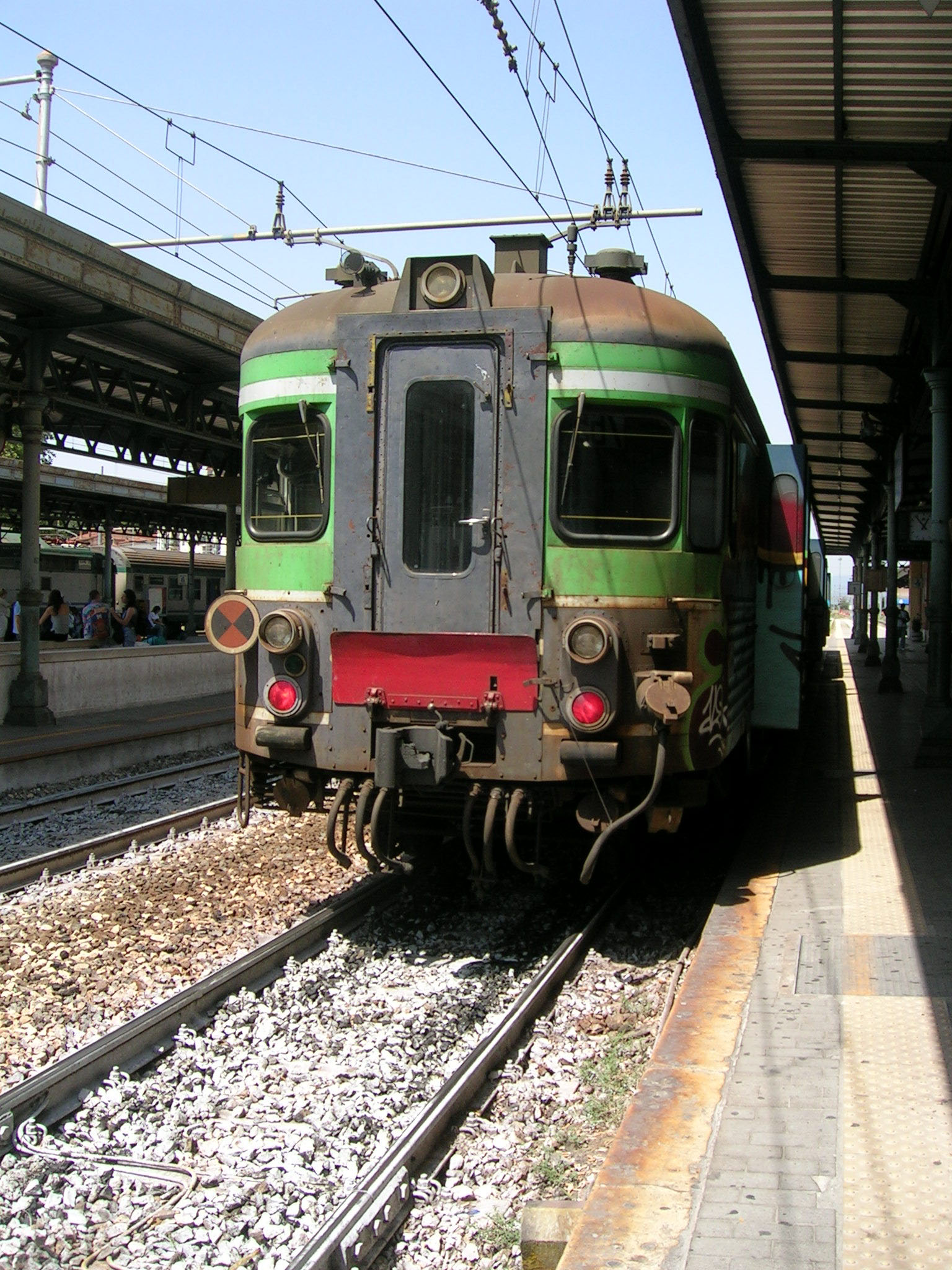
Elettromotrice TFT

Nel 1996 si aggiunsero le unità AM 54 073, 078, 083 e 098, cui fecero seguito nel 1998 tre unità del gruppo AM 56 (133, 145 e 148). La numerazione assegnata a tali rotabili fu dapprima nella forma ALe+Le 054.001-008 e ALe+Le 056.009-011, che riportava un errore concettuale (il prefisso "Le" secondo le consuetudini italiane è riferito a unità rimorchiate mentre in questo caso trattavasi di complessi binati); successivamente la stessa venne mutata in ALe 054 01-08 M1+M2 e ALe 056 09-11 M1+M2. La livrea adottata riprendeva lo schema bianco-blu-giallo tipico dei mezzi di tale gestore, divenuto Gruppo Torinese Trasporti (GTT) a partire dal 2003.
La società Trasporto Ferroviario Toscano (TFT) acquistò nel 1998 le AM 56 142, 144 e 149 che, previo risanamento degli interni e parziali modifiche alla fanaleria e agli equipaggiamenti elettrici, entrarono in servizio a partire dall'anno successivo con una numerazione anch'essa basata sull'errato uso dei prefissi "ALe+Le" seguiti dal progressivo numerico originale. La livrea inox venne completata con una banda verde all'altezza dei finestrini e la colorazione in blu delle porte di accesso ai vestiboli. A tali complessi si aggiunsero, nel 2000, le AM 56 137 e 143. Un'ulteriore unità, la 138, dopo l'acquisizione venne danneggiata da un incendio e accantonata ad Arezzo.
Nel 2004 tre esemplari provenienti dal gruppo delle AM 54 trasformate in convogli postali raggiunsero anch'essi il parco TFT. Si trattava delle unità 961, 965 e 969 (rispettivamente ex 080, 117 e 091). Destinati ad una profonda trasformazione per renderle simili alle motrici analoghe a quelle già in servizio in Toscana, a causa del fallimento dell'impresa incaricata di tale opera esse poterono raggiungere i binari sociali TFT solo nel 2009 con la classificazione ALe+Le 054 961, 965 e 969. In quel periodo fu inaugurata la nuova livrea sociale basata su fasce ondulate blu-azzurre e, al binato 969 fu assegnato il soprannome di Leprina. Peculiarità di questa seconda serie di convogli è che, a causa della necessità di contenere i costi di trasformazione, le unità 961 e 965 possiedono una sola cabina di guida risultando dunque monodirezionali.
Nel Dicembre 2011 le unità GTT 02, 03 e 07 vennero cedute alla TFT, che contestualmente accantonò tutte le ALe 056 eccetto la 149 (rimasta in servizio fino al 2015).

Nel 2013, in occasione dell'arrivo sui binari torinesi dei nuovi convogli Coradia Meridian, furono accantonate altre 4 unità (01, 05, 08 e 10), mentre a Giugno l'ALe 054 04 passò a Tper circolando sulla linea Modena-Sassuolo fino a metà del 2018, anche se nell'ultimo anno il suo impiego venne sensibilmente ridotto con l'arrivo dei nuovi treni FLIRT. Inizialmente l'azienda emiliana aveva previsto l'acquisto anche della ALe 056 10, poi non avvenuto per motivi economici.

### Elettromotrici ATC/FER/TPER
Nel periodo 1996-1997 l'ATC di Bologna, allora concessionaria della ferrovia Casalecchio-Vignola, acquistò le unità 077, 095 e 107, la prima e terza delle quali furono revisionate e profondamente ammodernate, con ricostruzione delle cabine a cui furono soppressi gli intercomunicanti frontali, sostituzione della pannellistica interna e dei sedili, con realizzazione anche di uno spazio per invalidi e uno per il trasporto di biciclette, mantenendo comunque 154 posti a sedere. I due convogli rivevettero una vistosa livrea argento/blu/rossa completata dalla scritta "Suburbana", e furono immatricolati come ALe 054 201+202 e 203+204.

La loro revisione si concluse verso la fine del 2005, ma per molto tempo i due treni rimasero fermi a causa del prolungarsi dei tempi di elettrificazione della Casalecchio-Vignola, tuttavia nell'ottobre 2007 vennero noleggiati dall'ATCM di Modena per sostituire alcune gemelle ALe 228 temporaneamente ferme, facendo così il loro debutto in servizio sulla ferrovia Modena-Sassuolo dove rimasero fino alla fine dell'anno, dopodiché tornarono a Bologna dove iniziarono i primi servizi a trazione elettrica sia sulla Casalecchio-Vignola sia sulla Bologna-Portomaggiore, con sole corse limitate rispettivamente a Bazzano e a Budrio (sulle uniche tratte all'epoca già elettrificate).

Nel 2009 tali treni passarono alle Ferrovie Emilia Romagna (FER) in conseguenza della cessione del ramo d'azienda ferroviario di ATC (confluendo poi nel parco TPER nel 2012) e vennero quindi riassegnati alla ferrovia Modena-Sassuolo dove circolarono per quasi un decennio.
In questo periodo i due convogli subirono anche alcune modifiche alla livrea: nel 2013 la scritta "Suburbana" venne sostituita dal logo Tper, poi nell'autunno 2017 i due convogli furono interamente ridipinti nei colori aziendali bianco/rosso/verde (nei mesi precedenti il solo complesso 203+204 aveva circolato con un'effimera colorazione argento-rossa simile a quella di ATC).
Già a Dicembre 2015 tuttavia entrambe le unità avevano raggiunto il numero massimo di kilometri percorribili, così, dopo alcune proroghe, si provvedette alla completa sostituzione dei carrelli originali con altri acquistati da GTT, provenienti da altri convogli gemelli dismessi. Con l'arrivo dei più moderni FLIRT ETR-350, il loro impiego venne poi ridimensionato e alla fine del 2018 vennero definitivamente ritirati dal servizio.
Nella disponibilità di ATC ma anch'esse non trasferite in Italia come le già citate unità ATCM furono assegnate altresì le AM 54 057, 092, 104 e 108.

### Elettromotrici Sangritana (FAS)
Un ulteriore nutrito quantitativo di elettromotrici giunte in Italia nel 1998 fu acquistato dalla Ferrovia Adriatico Sangritana (FAS). Tali unità appartenevano tutte al gruppo AM 56 e solo 5 di esse, in considerazione della scarsa disponibilità di fondi, vennero effettivamente allestite per il servizio sulla rete abruzzese. La trasformazione subita risultò molto approfondita, comprendendo fra l'altro un completo rifacimento delle testate e un periodo di test per la loro immatricolazione che si protrasse per diversi anni. Immatricolate nella serie ALe 056 401+402 - 409+410 (rispettivamente ricavate dalle ex AM 56 150, 140, 146, 136 e 129), a queste elettromotrici è stato in loco affibbiato il soprannome di Orsetti.
Le restanti unità (AM 56 130-132, 134-135, 139, 141 e 147) rimasero accantonate in Emilia, a cura di un'officina presente lungo la ferrovia Ferrara-Codigoro.

## Prospetto di sintesi
| Gruppo | Costruzione | Classificazione SNCB     | Note | Nuova classificazione                                       |
| ------ | ----------- | ------------------------ | --- | ----------------------------------------------------------- |
| AM 54  | 1954-1955   | 228.050÷128, poi 050÷128 | Quindici unità trasformate in elettromotrici postali APT54 | APT54 961÷975                                               |
| AM 54  | 1954-1955   | 228.050÷128, poi 050÷128 | 062 ex 050, 055 ricostruita con elemento della 526, 106 trasformata in veicolo prova TBL2                                                                                    |                                                             |
| AM 54  | 1954-1955   | 228.050÷128, poi 050÷128 | 082 preservata a cura di Patrimoine Ferroviaire et Touristique (PFT) |                                                             |
| AM 54  | 1954-1955   | 228.050÷128, poi 050÷128 | 058, 061, 099, 073, 078, 085 e 098 cedute alla SATTI, poi GTT; unità 02-03 e 07 passate poi a TFT, 04 a TPER                                                                 | ALe+Le 054.001÷003, 005÷008, poi ALe 054 01÷03, 05÷08 M1+M2 |
| AM 54  | 1954-1955   | 228.050÷128, poi 050÷128 | 107, 077 più 095 come fonte ricambi, cedute all'ATC, poi FER, poi TPER | Ale 054 201+202, 203+204                                    |
| AM 54  | 1954-1955   | 228.050÷128, poi 050÷128 | 080, 117 e 091 (poi 961, 965 e 969) cedute alla TFT | ALe+Le 054 961, 965, 969                                    |
| AM 54  | 1954-1955   | 228.050÷128, poi 050÷128 | 056, 064 e 072, più 101 come fonte ricambi, cedute all'ATCM, poi FER, poi TPER                                                                                               | ALe 228 056, 064, 072                                       |
| AM 55  | 1955        | 228.502÷539, poi 502÷539 | 526 ricostruita come 055 (un elemento) |                                                             |
| AM 55  | 1955        | 228.502÷539, poi 502÷539 | 529 ceduta alla SATTI, poi GTT | ALe+Le 054.004,poi ALe 054 04 M1+M2                         |
| AM 55  | 1955        | 228.502÷539, poi 502÷539 | 505 ceduta all'ATCM, poi FER, poi TPER quale fonte ricambi | ALe 228 505                                                 |
| AM 56  | 1956-1957   | 228.129÷150, poi 129÷150 | 133, 145, 148 cedute alla SATTI, poi GTT | ALe+Le 056.009÷011, poi ALe 056 09÷11                       |
| AM 56  | 1956-1957   | 228.129÷150, poi 129÷150 | 137, 142÷144 e 149, più 138 poi danneggiata, cedute alla TFT. 4 unità accantonate nel 2013, unità 149 accantonata nel 2015.                                                  | ALe+Le 056.137, 142÷144, 149                                |
| AM 56  | 1956-1957   | 228.129÷150, poi 129÷150 | 150, 140, 146, 136 e 129 cedute alla Sangritana. Unità 130-132, 134-135, 139, 141 e 147 acquistate da Sangritana, ma mai entrate in servizio e accantonate in Emilia-Romagna | ALe 056 401+402 ÷ 409+410                                   |

## Caratteristiche Tecniche
Le AM 54/55/56 erano complessi detti "binati" ovvero formati da due casse permanentemente accoppiate, ciascuna con 2 carrelli motori.
Sulle AM 54 e AM 56 i due elementi erano identificati come AB e BD, con il primo dotato di due pantografi; la disposizione degli interni era la seguente:

Sull'elemento AB si trovavano nell'ordine

- cabina di guida

- ambiente di I classe da 1 modulo con 8 posti

- vestibolo di ingresso

- ambiente misto da 7 moduli, di cui 3 di I classe con ritirata (20 posti) e 4 di II classe (39 posti)

- vestibolo di ingresso

- ambiente di II classe da 2 moduli (19 posti)

A seguire sull'elemento BD la disposizione era

- ambiente di II classe da 2 moduli (19 posti)

- vestibolo di ingresso

- ambiente di II classe da 7 moduli, con ritirata (66 posti)

- vestibolo di ingresso

- bagagliaio con posto per il capotreno

- cabina di guida

I sedili avevano una disposizione su 2+2 file in I classe e e 3+2 in II, con ampiezza dei moduli rispettivamente di 1900 e 1600 mm, per un totale di 171 posti a sedere (28+143).

Sulle AM 55 la disposizione era leggermente diversa grazie anche all'adozione di porte di ingresso di dimensioni ridotte. L'elemento con pantografi era classificato in questo caso come B, avendo posti di sola II classe: l'ambiente adiacente alla cabina di guida presentava 2 moduli, con 19 posti (come quelli adiacenti all'intercomunicante), mentre il salone centrale offriva 72 posti, con 8 moduli, l'ultimo dei quali (in cui si trovava la ritirata) aveva dimensioni dimezzate; sulla semi-cassa senza pantografi, classificata ABD, i posti di I classe si trovavano tutti nell'ambiente centrale, formato da 6 moduli, con ritirata. La capienza totale era quindi di 173 posti a sedere (44+129).

Ordinate dalle SNCB alle principali industrie nazionali (La Brugeoise et Nivelles, Ragheno, Germain, Familleureux, Ateliers de la Dyle, AFB, Haine-Saint-Pierre), le AM 54/55/56 montavano tutte equipaggiamenti di trazione ACEC-SEM. Caratterizzate dal rodiggio (A1)'(1A)'+(A1)'(1A)', erano dotate di motori a corrente continua con eccitazione serie combinabili in serie e parallelo per una potenza oraria di 735 kW (620 kW di potenza continuativa). Alimentate a 3000 V c.c. le unità raggiungevano la velocità massima di 130 km/h.
Ciascun treno, equipaggiato con ganci Henricot semiautomatici, era lungo 45.280 mm ai respingenti, con una larghezza di 2.990 mm e un'altezza pari a 1.230 mm dal piano del ferro; l'interperno fra i carrelli misurava 15.450 mm e i carrelli, dal passo di 2.500 mm montavano ruote del diametro di 1.000 mm.